# Apollonia (Libye)
Ruiny starověkého města Apollonia se nachází v bývalé provincii Kyrenaika na severovýchodním pobřeží dnešní Libye. Město bylo založeno řeckými kolonisty a stalo se významným obchodním centrem jižního Středomoří. Sloužilo jako přístav městu Kyréné, ležícímu asi 20 km jižněji.
Sídlo pravděpodobně utrpělo škody při zemětřesení roku 365, život zde však zanikl až po arabské invazi roku 643. Za křesťanských dob bylo město nazýváno také Sozusa – z tohoto jména se vyvinul dnešní název sousedícího města (Marsa) Susa.
Část někdejšího města je zřejmě i v důsledku zemětřesení zaplavena mořem; v minulosti byly provedeny podmořské výzkumy mající za cíl zmapovat zatopené ruiny.

## Galerie

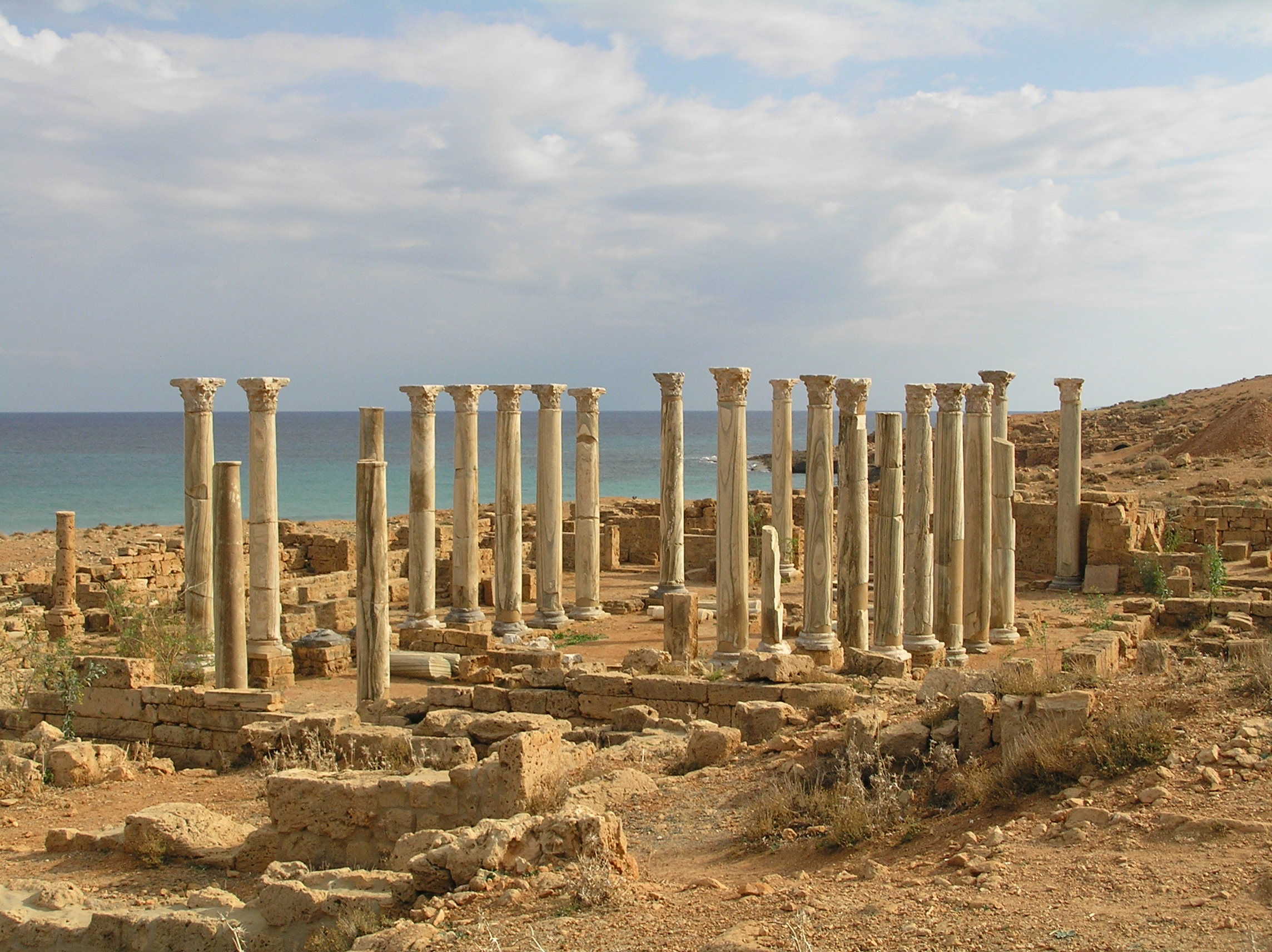
Někdejší bazilika
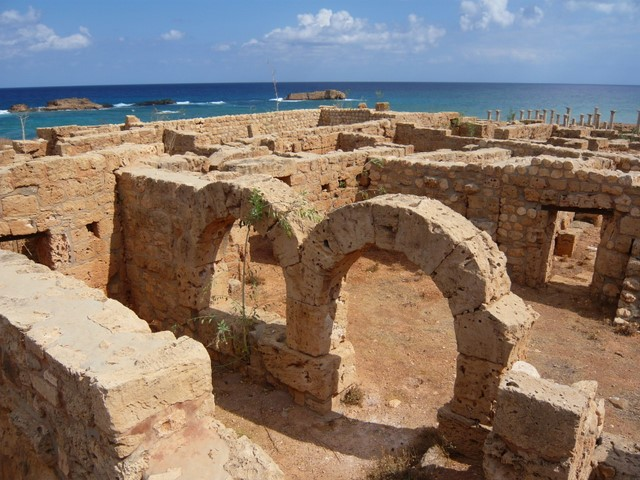
Ruiny starověkého paláce
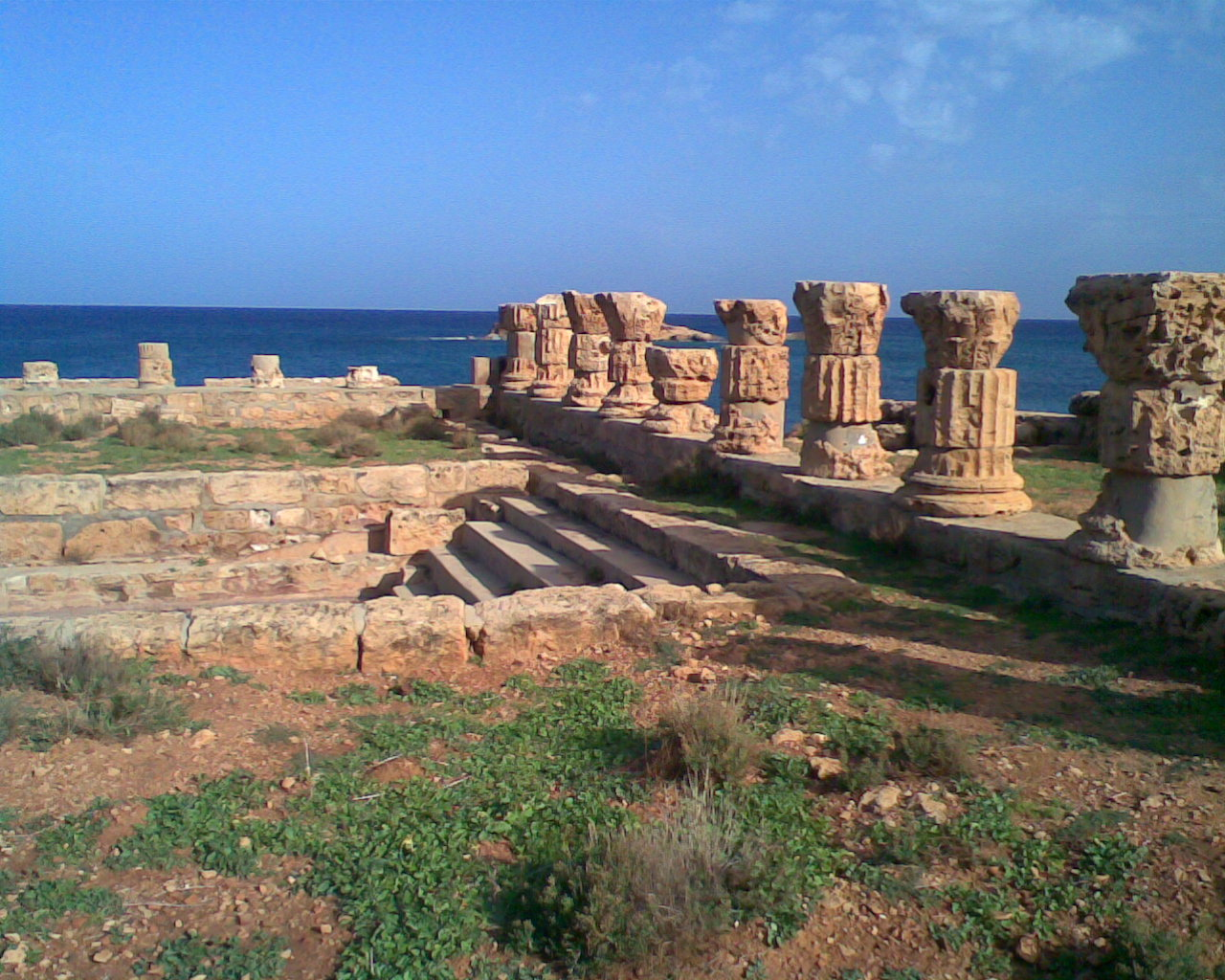
Pozůstatky schodiště a sloupoví
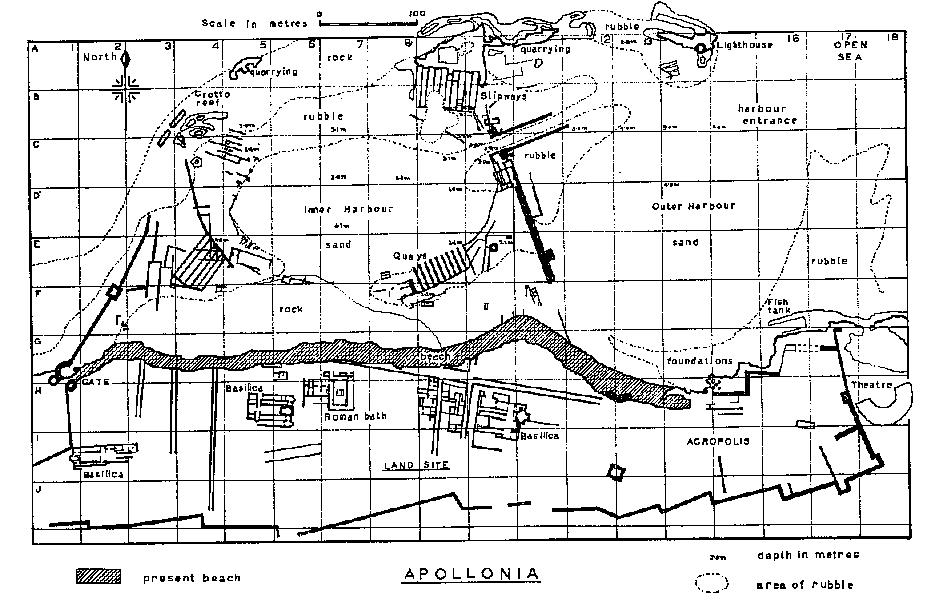
Mapa zatopené části města vytvořená potápěči koncem 50. let